# Fiat Campagnola
Fiat Campagnola — автомобиль повышенной проходимости, выпускавшийся компанией Fiat с 1953 по 1971 год. В 1974 году автомобиль был модернизирован. С 1975 года массово поставляется в вооружённые силы Италии как в обычном, так и в удлиненном исполнении, с тентовым или стальным кузовом.

## Fiat 1101 «Campagnola»
Первое поколение выпускалось в 1951—1973 гг.

### Двигатели
| Модель | Двигатель                                               | Объём    | Мощность    | Топливная система   |
| ------ | ------------------------------------------------------- | -------- | ----------- | ------------------- |
| 1101   | рядный, 4-цилиндровый, с верхним расположением клапанов | 1901 см³ | 53-63 л. с. | один карбюратор     |
| 1102   | рядный, 4-цилиндровый, с верхним расположением клапанов | 1901 см³ | 40-47 л. с. | Дизельный двигатель |
| 1102C  | рядный, 4-цилиндровый, с верхним расположением клапанов | 1895 см³ | 47 л. с.    | Дизельный двигатель |

## Fiat 1107 «Nuova Campagnola»
В июне 1974 года началось производство обновленной версии Fiat Campagnola, которая выпускалась до 1987 года.
На автомобиль устанавливался бензиновый двигатель от Fiat 132, но с большим ходом поршня, так что объём увеличился до 1995 куб. см. (Два года спустя такой же двигатель начали устанавливать и на Fiat 132.) Головка блока цилиндров была выполнена из легкого сплава. В отличие от двигателя Fiat 132, вместо двух распределительных валов в двигателе устанавливался один, сбоку, приводимый в движение зубчатым ремнем. Большой моторный отсек давал хороший доступ к двигателю. Автомобиль мог преодолевать водные преграды глубиной до 65 см.
В качестве опции предлагался 2,5-литровый дизель фирмы Sofim. Топливный бак объёмом 57 литров был хорошо защищен от камней и располагался под задними сиденьями позади водителя.
На всех четырёх колесах устанавливалась подвеска Макферсон, с одним амортизатором на передних колесах и с двумя — на задних, причем все амортизаторы были одинаковыми, что позволяло легко менять их местами. Дорожные тесты в Великобритании показали большую плавность хода автомобиля по сравнению с Land Rover тех лет.
Версия для вооружённых сил была представлена в 1976 году и получила индекс AR76. В 1979 году после ряда доработок автомобиль получил индекс AR79.

### Двигатели
| Модель | Двигатель                                               | Объём    | Мощность | Топливная система   |
| ------ | ------------------------------------------------------- | -------- | -------- | ------------------- |
| 1107   | рядный, 4-цилиндровый, с верхним расположением клапанов | 1995 см³ | 80 л. с. | карбюратор          |
| 1107 D | рядный, 4-цилиндровый, с одним верхним распредвалом     | 1995 см³ | 60 л. с. | Дизельный двигатель |
| 1107 D | рядный, 4-цилиндровый, с одним верхним распредвалом     | 2445 см³ | 72 л. с. | Дизельный двигатель |

## Прочие модификации

### Renault
В 1976 году проходил конкурс на новый автомобиль повышенной проходимости для французской армии. В числе участников были компании: Peugeot с моделью P4, представлявшей переделку Mercedes G-Wagen, под бензиновый двигатель с Peugeot 504; Citroën, представившая C44 (Volkswagen Iltis с мотором от CX Athena, а также Renault, выставившая на конкурс машину Campagnola TRM500, силовая установка которой была позаимствована у Renault R20. Победителем стал Peugeot P4.

### Zastava
Джип Campagnola также выпускался по лицензии в Югославии на заводе Zastava Trucks, (Zastava AR51/AR55).